# Viteň
Viteň je malá vesnice, část města Strážov v okrese Klatovy v Plzeňském kraji. 

## Historie
První písemná zmínka o vesnici pochází z roku 1379.

## Obyvatelstvo
| Rok            | 1869 | 1880 | 1890 | 1900 | 1910 | 1921 | 1930 | 1950 | 1961 | 1970 | 1980 | 1991 | 2001 | 2011 | 2021 |
| -------------- | ---- | ---- | ---- | ---- | ---- | ---- | ---- | ---- | ---- | ---- | ---- | ---- | ---- | ---- | ---- |
| Počet obyvatel | 161  | 160  | 132  | 138  | 182  | 212  | 180  | 137  | 149  | 129  | 110  | 92   | 81   | 79   | 72   |
| Počet domů     | 14   | 19   | 19   | 19   | 26   | 28   | 31   | 36   | 44   | 31   | 30   | 36   | 36   | 35   | 35   |

## Obecní správa
Při sčítání lidu v letech 1850–1920 Viteň byla osadou obce Brtí v okrese Klatovy. V letech 1921–1975 byla samostatnou obcí v okrese Klatovy. Od 1. ledna 1976 je částí města Strážov v okrese Klatovy. V letech 1921–1975 k obci patřily Božtěšice a od 1. července 1975 do 31. prosince 1975 také Brtí, Horní Němčice, Javoříčko a Mladotice.

## Fotogalerie

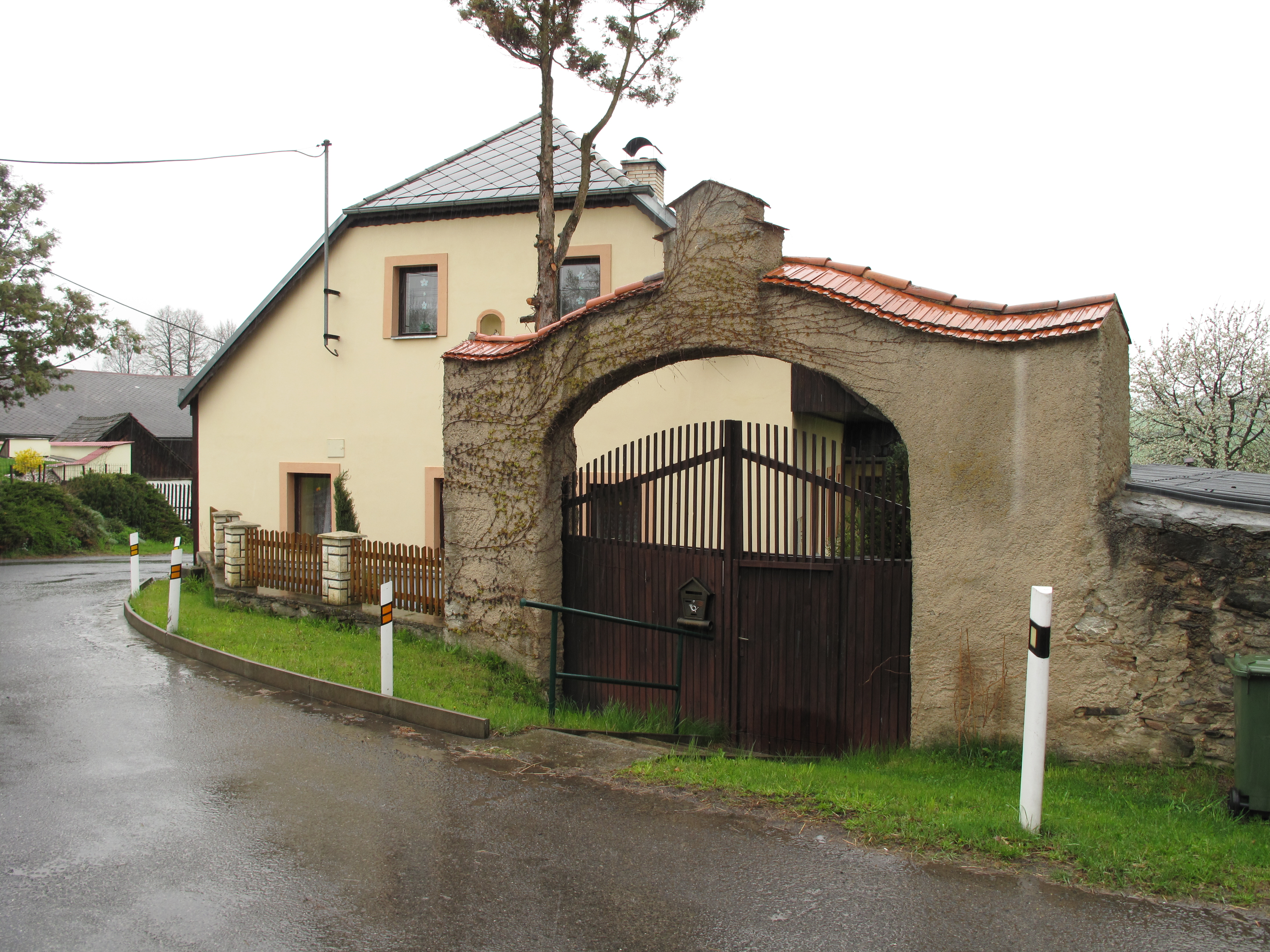
Brána k domu
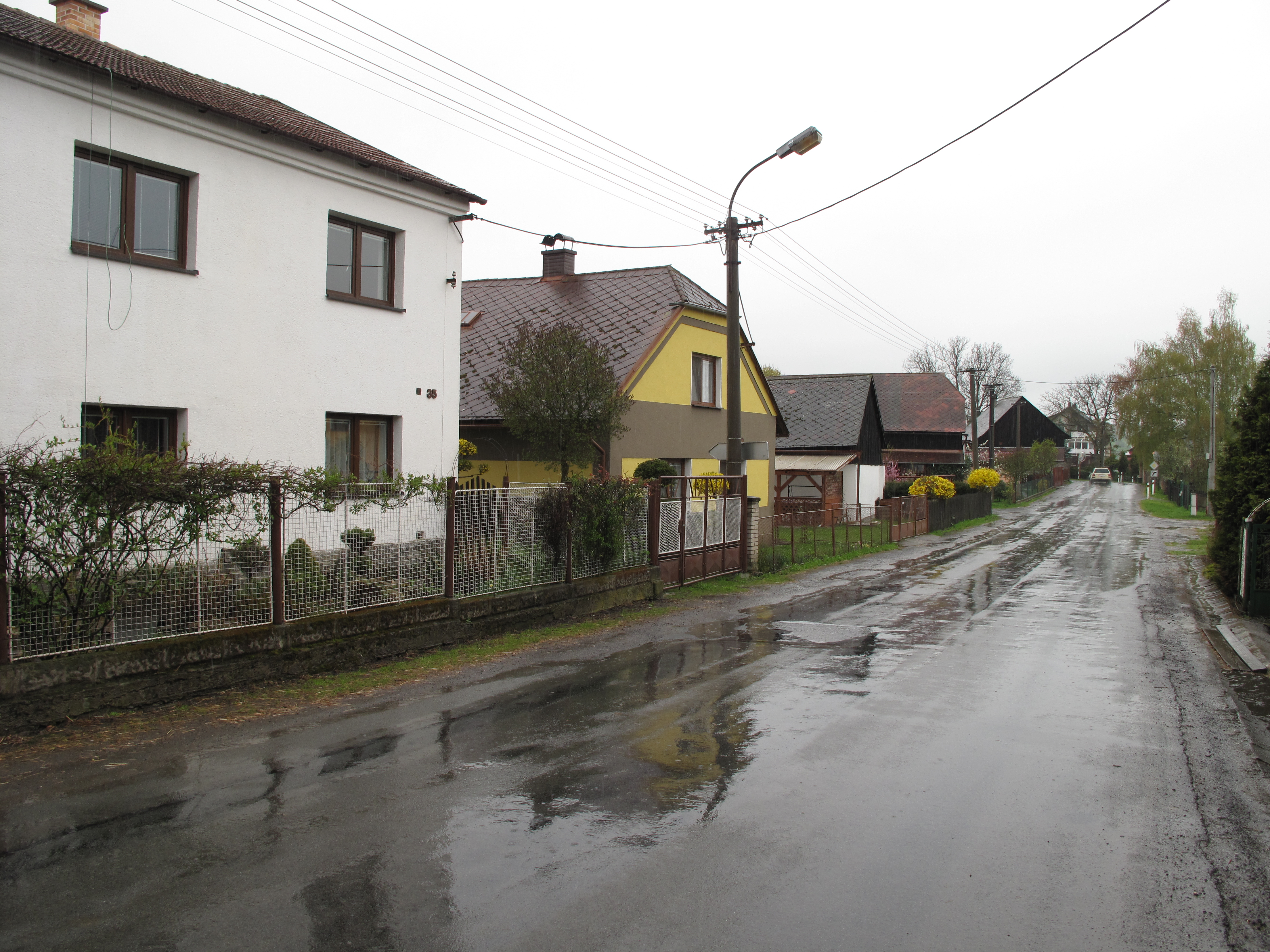
Hlavní silnice
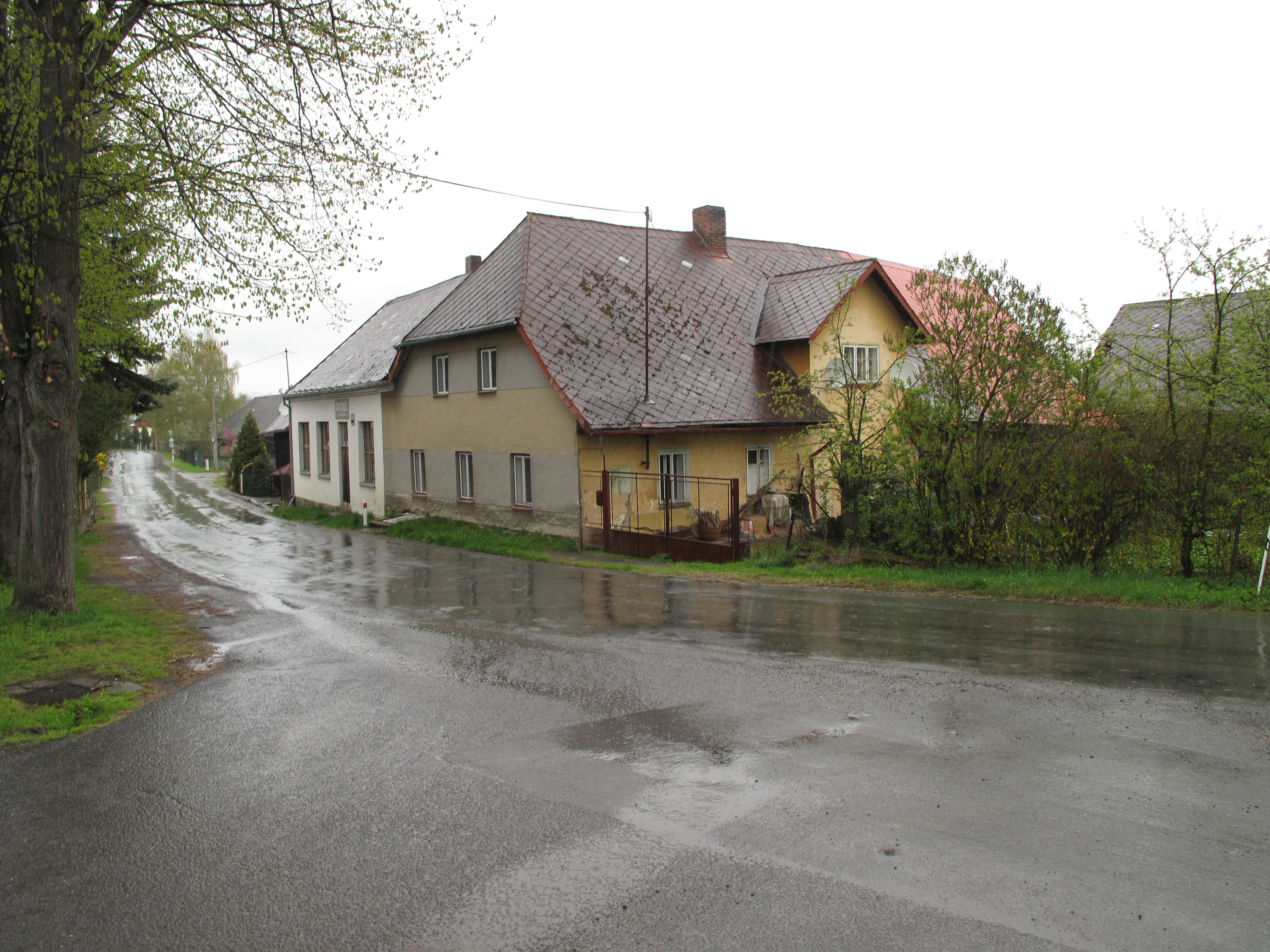
Domy u silnice